# United Fruit Company
United Fruit Company byla americká korporace, která obchodovala s tropickým ovocem (hlavně s banány a ananasy) rostoucím na plantážích třetího světa, jež prodávala ve Spojených státech amerických a v Evropě. Korporace vznikla v roce 1899 sloučením podniku Minora C. Keitha zabývajícím se obchodem s banány a Boston Fruit Company Andrew Prestona.
Korporace měla hluboký a dlouhotrvající dopad na hospodářský a politický vývoj v několika zemích Latinské Ameriky. Kritici jí často vyčítají vykořisťovatelský neokolonialismus a popisují ji jako archetypální příklad vlivu nadnárodních korporací na vnitřní politiku tzv. banánových republik. Po období finančního poklesu se v roce 1970 sloučila s AMK Eli M. Blacka do United Brands Company. V roce 1984 Carl Lindner korporaci transformoval do dnešní Chiquita Brands International.